# Distributore del caffè

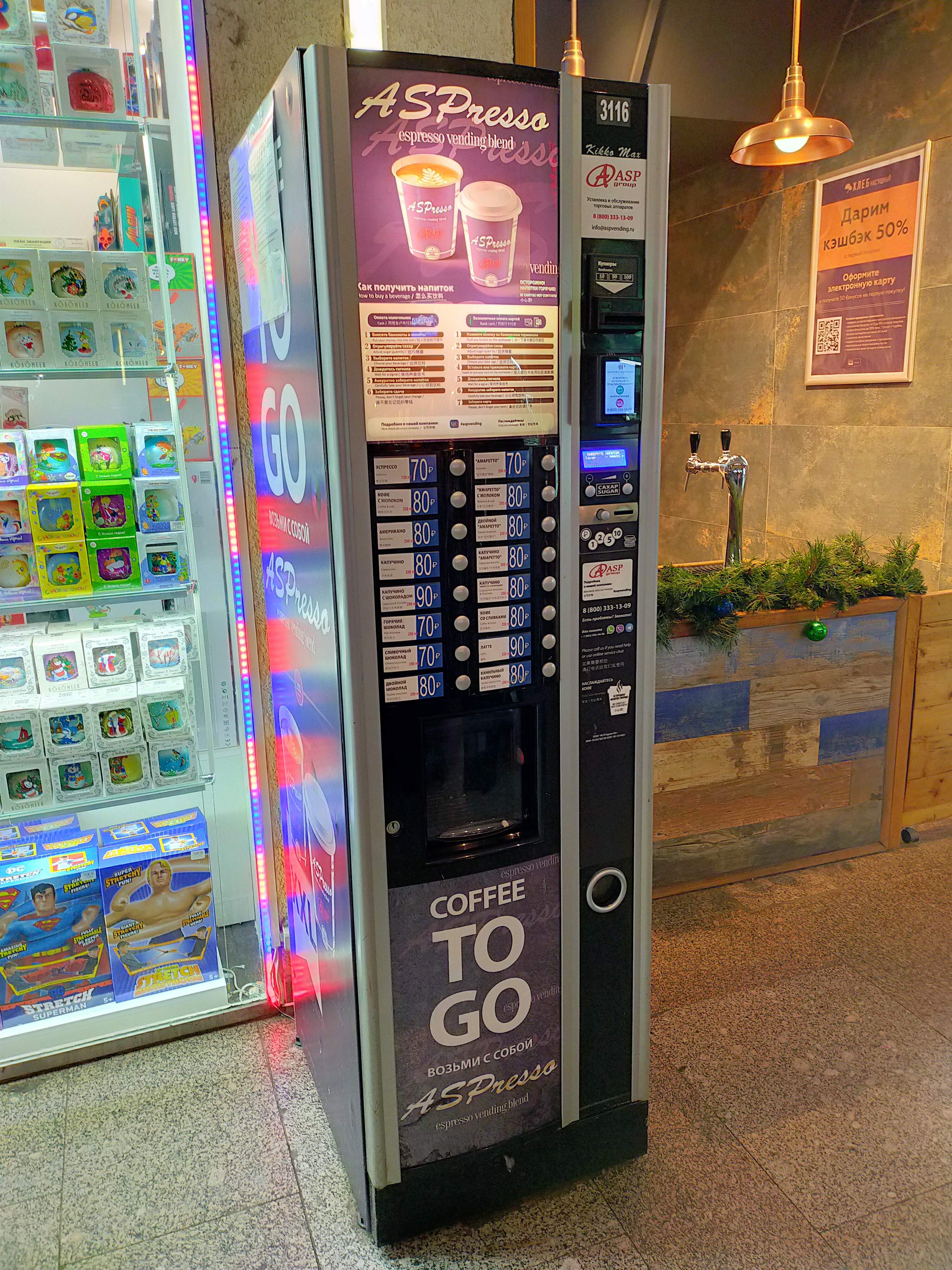
Distributore del caffè a Mosca

Il distributore o macchinetta del caffè, è una macchina che prepara ed eroga, automaticamente e a pagamento, caffè e altre bevande correlate in bicchieri di plastica. Si distingue dalla macchina del caffè, che invece funziona in modo parzialmente manuale.

## Storia
Il primo distributore del caffè è il Kwik Kafe, inventato dalla Rudd-Melikian di Filadelfia nel 1947. La macchina era in grado di servire dei bicchieri riempiti di caffè solubile mescolato con acqua calda nell'arco di cinque secondi. Grazie a un'iniziativa di franchising di successo, le macchinette Kwik Kafe si diffusero in più parti degli USA; stando a quando dichiarato nel 1948 dal presidente della Rudd-Melikian Lloyd K. Rudd, le Kwik Kafe erogavano 250.000 tazze di caffè al giorno.
Nel 1947 vennero messi in commercio altri distributori automatici, come quelli della Manning & Lewis, la Knapway Devices e la Bert Mills Corporation, che, al costo di un nichelino, servivano delle bevande a base di un concentrato di caffè liquido mescolato con acqua bollente assieme a dei cucchiaini di legno per mescolare la panna e lo zucchero. Nel 1955 erano presenti oltre 60.000 distributori automatici di caffè nei soli Stati Uniti.